# Villa leucostoma
Villa leucostoma är en tvåvingeart som först beskrevs av Johann Wilhelm Meigen 1820.  Villa leucostoma ingår i släktet Villa och familjen svävflugor. Inga underarter finns listade i Catalogue of Life.